# Flacăra violetă
Flacăra violetă (flacăra violet) este un concept provenit din ezoterism și artele marțiale. 
Flacăra violetă a devenit un concept intens mediatizat în România, începând cu anul 2010, în contextul în care politicienii români fac apel la diverse tehnici paranormale, în scopul de a obține mai multe voturi, a provoca insuccese adversarilor, a ajuta la menținerea stării de sănătate, și de asemenea a-i proteja de „atacuri” paranormale.
Președintele României, Traian Băsescu, și-a angajat un parapshiholog - Aliodor Manolea - în preajma alegerilor din 2009, pentru a-l susține utilizând tehnici ezoterice legate de flacăra violet.
Acesta lucrase anterior pentru contracandidatul său, Mircea Geoană.

## Meditația cu flacăra violetă
Meditația cu flacăra violetă este o tehnică de meditație folosită în medicina alternativă și complementară, cu scopul de a lucra asupra câmpurilor energetice, armonizându-le, tehnică folosită pentru a ajuta la redobândirea sănătății fizice și evoluției spirituale. În România, o variantă particulară a tehnicii de meditație cu Flacăra violetă a fost creată de psihologul Teodor Vasile în anul 1999, ca terapie complementară integrativ-holistică, realizată prin întrepătrunderea elementelor de psihoterapie experiențială cu tehnici specifice din medicina alternativă și complementară. Acest fapt o diferențiază de raza lui Saint Germain sau cea de a șaptea rază. Din anul 2000, au început meditațiile de grup cu scop terapeutic. Din anul 2009 sigla Flacăra Violetă este Marcă Înregistrată OSIM a lui Teodor Vasile.

## Mediatizare în context politic
După alegerile prezidențiale din România din anul 2009, a apărut o serie de speculații pe seama meditației cu Flacăra violetă. La sfârșitul anului 2009, Flacara violetă  a devenit un subiect intens mediatizat de presa românească și internațională, și luat în derâdere, mai ales în viața politică românească.
După Teodor Vasile, speculațiile privind implicarea meditației cu Flacăra violetă în manipularea alegerilor prezidențiale din anul 2009 sunt nejustificate și fără o bază reală.
Aliodor Manolea a fost identificat de presa română ca fiind parapsihologul lui Traian Băsescu.
Acesta l-a însoțit pe Băsescu în timpul campaniei la dezbaterile electorale.
Aliodor Manolea ar fi fost văzut de jurnaliști în mai multe rânduri la sediul de campanie al lui Traian Băsescu.
Soția liderului PSD, Mihaela Geoană, a declarat, în ianuarie 2010, într-o emisiune TV, că soțul său a fost supus unor „atacuri energetice” la dezbaterea finală din campania prezidențială și că și ea a simțit aceste influențe.
Aliodor Manolea a lucrat însă, inițial, chiar pentru Mircea Geoană, în campania electorală de la alegerile europarlamentarele din 2007.
Soția acestuia, Doina Elena Manolea, este și ea bioenergoterapeut.
Cei doi au scris, împreună sau separat, mai multe cărți: "Energetica subtilă a ființei umane", "Manual de radiestezie", "Paradiagnoza - Manual pentru diagnosticarea energetica folosind radiestezia", "Percepții extrasenzoriale - Manual pentru dobândirea și dezvoltarea simțurilor subtile", "Influența distală, teoria și practica vindecării de la distanță", "Aura energetică, manual pentru detectarea și decodificarea aurei energetice a ființei umane".
În februarie 2010, stema României de pe pupitrul de la Palatul Cotroceni, de unde se adresa președintele Traian Băsescu a fost modificată, culoarea de fond fiind schimbată cu violet.
Președintele Asociației Magistraților din România (AMR), judecătoarea Mona Pivniceru, constatând că fundalul stemei de pe tribuna de la Cotroceni este violet și nu albastru, cum prevede legea, a afirmat că încălcarea legii este pasibilă de pedeapsă penală, făcând referire la articolul 236 din Codul penal referitor la ofensa adusă unor însemne.
Pedeapsa prevăzută de lege pentru această infracțiune este închisoarea de la trei luni la un an sau amendă.

## Contextul paranormalului în politica românească
Adrian Năstase, candidatul PSD la alegerile prezidențiale din 2004, era convins la un moment dat că a fost atacat de secta MISA cu energie negativă și că din această cauză a pierdut alegerile.
Despre senatorul PRM Corneliu Vadim Tudor, ziarul Cotidianul a relatat că se folosește de serviciile clarvăzătoarei Aneta Badiu, angajată pe post de consilier la Camera Deputaților.